# Persone di nome Walter
| Questa pagina contiene informazioni ricavate automaticamente dalle voci biografiche con l'ausilio del template Bio e di un bot. L'aggiornamento è periodico e automatico e ricostruisce completamente la pagina. Se manca una persona in questa lista, sei pregato di non aggiungerla, ma accertati piuttosto che la sua voce biografica contenga il template Bio e che i dati anagrafici siano correttamente compilati. Se il template Bio manca, inseriscilo tu stesso o, in alternativa, metti l'avviso {{tmp\|Bio}} che ne segnala la mancanza. Se i dati riportati sono sbagliati, correggi direttamente la voce biografica; le modifiche saranno visibili in questa lista entro pochi giorni. Per chiarimenti vedi il progetto antroponimi. La lista contiene solo le 982 persone che sono citate nell'enciclopedia e per le quali è stato implementato correttamente il template Bio. Pagina aggiornata al 6 ago 2025. |

Questa è una lista di persone presenti nell'enciclopedia che hanno il nome Walter, suddivise per attività principale.

## Abati(2)
- Walter de Luci, abate normanno (Lucé, n. 1103 - Rother, † 1171)
- Walter di San Martino di Pontoise, abate e santo francese (Fresnoy-Andainville, n. 1030 - Pontoise, † 1099)

## Agronomi(2)
- Walter Luchetti, agronomo italiano (Marsciano, n. 1937)
- Walter di Henley, agronomo inglese

## Allenatori di calcio(30)
- Walter Allievi, allenatore di calcio e ex calciatore italiano (Seveso, n. 1960)
- Walter Alt, allenatore di calcio e calciatore cecoslovacco (Saitz, n. 1890)
- Walter Benítez, allenatore di calcio e ex calciatore cubano (Jiguaní, n. 1972)
- Walter Bressan, allenatore di calcio e ex calciatore italiano (Oderzo, n. 1981)
- Walter Ciappi, allenatore di calcio e ex calciatore argentino (Buenos Aires, n. 1952)
- Walter Coyette, allenatore di calcio e ex calciatore argentino (Avellaneda, n. 1976)
- Walter Crickmer, allenatore di calcio e dirigente sportivo inglese (Wigan, n. 1899 - Monaco di Baviera, † 1958)
- Walter Crociani, allenatore di calcio e dirigente sportivo italiano (Roma, n. 1910 - Roma, † 2004)
- Walter Crook, allenatore di calcio e calciatore inglese (Whittle-le-Woods, n. 1912 - Mellor, † 1988)
- Walter De Vecchi, allenatore di calcio e ex calciatore italiano (Milano, n. 1955)
- Walter Dondoni, allenatore di calcio e ex calciatore italiano (Milano, n. 1965)
- Walter Erviti, allenatore di calcio e ex calciatore argentino (Mar del Plata, n. 1980)
- Walter Franzot, allenatore di calcio e ex calciatore italiano (Cervignano del Friuli, n. 1949)
- Walter Harris, allenatore di calcio inglese (Birmingham)
- Walter Junghans, allenatore di calcio e ex calciatore tedesco occidentale (Amburgo, n. 1958)
- Walter Kogler, allenatore di calcio e ex calciatore austriaco (Wolfsberg, n. 1967)
- Walter Mazzarri, allenatore di calcio e ex calciatore italiano (San Vincenzo, n. 1961)
- Walter Meeuws, allenatore di calcio e ex calciatore belga (Gierle, n. 1951)
- Walter Nausch, allenatore di calcio e calciatore austriaco (Vienna, n. 1907 - Obertraun, † 1957)
- Walter Nicoletti, allenatore di calcio italiano (Santarcangelo di Romagna, n. 1952 - Rimini, † 2019)
- Walter Pandiani, allenatore di calcio e ex calciatore uruguaiano (Montevideo, n. 1976)
- Horacio Peralta, allenatore di calcio e ex calciatore uruguaiano (Montevideo, n. 1982)
- Walter Perazzo, allenatore di calcio e ex calciatore argentino (Bogotà, n. 1962)
- Walter Pontel, allenatore di calcio e calciatore italiano (Milano, n. 1937 - Salerno, † 2003)
- Walter Rautmann, allenatore di calcio e ex calciatore austriaco (Linz, n. 1945)
- Walter Samuel, allenatore di calcio e ex calciatore argentino (Firmat, n. 1978)
- Walter Skocik, allenatore di calcio e ex calciatore austriaco (Schwechat, n. 1940)
- Walter Viganò, allenatore di calcio e ex calciatore italiano (Robecco sul Naviglio, n. 1958)
- Walter Vílchez, allenatore di calcio e ex calciatore peruviano (Chiclayo, n. 1982)
- Walter Zenga, allenatore di calcio e ex calciatore italiano (Milano, n. 1960)

## Allenatori di calcio a 5(1)
- Walter Skurko, allenatore di calcio a 5 e ex giocatore di calcio a 5 uruguaiano (Montevideo, n. 1971)

## Allenatori di football americano(1)
- Walt Kiesling, allenatore di football americano e giocatore di football americano statunitense (St. Paul, n. 1903 - † 1962)

## Allenatori di pallacanestro(2)
- Walter De Raffaele, allenatore di pallacanestro e ex cestista italiano (Livorno, n. 1968)
- Walter Meanwell, allenatore di pallacanestro inglese (Leeds, n. 1884 - Madison, † 1953)

## Allenatori di sci alpino(1)
- Walter Girardi, allenatore di sci alpino e ex sciatore alpino italiano (Schio, n. 1976)

## Alpinisti(2)
- Walter Bonatti, alpinista, esploratore e giornalista italiano (Bergamo, n. 1930 - Roma, † 2011)
- Walter Nones, alpinista italiano (Cavalese, n. 1971 - Cho Oyu, † 2010)

## Altisti(1)
- Walt Davis, altista e cestista statunitense (Beaumont, n. 1931 - Port Arthur, † 2020)

## Ammiragli(2)
- Walter Carpenter, ammiraglio e politico britannico (Ingestre, n. 1834 - Londra, † 1904)
- Walter Warzecha, ammiraglio tedesco (Schwiebus, n. 1891 - Amburgo, † 1956)

## Animatori(1)
- Walt Disney, animatore, imprenditore e produttore cinematografico statunitense (Chicago, n. 1901 - Burbank, † 1966)

## Arbitri di calcio(6)
- Walter Altmann, arbitro di calcio austriaco (n. 1984)
- Walter Cinciripini, ex arbitro di calcio italiano (Ascoli Piceno, n. 1952)
- Walter Eschweiler, ex arbitro di calcio tedesco (Bonn, n. 1935)
- Walter Horstmann, arbitro di calcio tedesco (Hildesheim, n. 1935 - Nordstemmen, † 2015)
- Walter López Castellanos, arbitro di calcio guatemalteco (Città del Guatemala, n. 1980)
- Walter Parussini, ex arbitro di calcio italiano (Udine, n. 1944)

## Archeologi(2)
- Walter Alva, archeologo peruviano (Contumazá, n. 1951)
- Walther Amelung, archeologo tedesco (Stettino, n. 1865 - Bad Nauheim, † 1927)

## Architetti(7)
- Walter Di Salvo, architetto italiano (Firenze, n. 1926 - Massa Marittima, † 2017)
- Walter Burley Griffin, architetto statunitense (Maywood, n. 1876 - Lucknow, † 1937)
- Walter Gropius, architetto, designer e urbanista tedesco (Berlino, n. 1883 - Boston, † 1969)
- Walter Hauser, architetto statunitense (n. 1893 - † 1959)
- Walter March, architetto tedesco (Charlottenburg, n. 1898 - New York, † 1969)
- Walter Pichler, architetto, artista e scultore austriaco (Deutschnofen, n. 1936 - Burgenland, † 2012)
- Walter Segal, architetto svizzero (Berlino, n. 1907 - Londra, † 1985)

## Arcivescovi cattolici(1)
- Walter Reynolds, arcivescovo cattolico e politico britannico (Mortlake, † 1327)

## Arcivescovi vetero-cattolici(1)
- Walter van Nieuwenhuisen, arcivescovo vetero-cattolico olandese († 1797)

## Artisti(4)
- Walter Maurer, artista tedesco (Dachau, n. 1942)
- Walter Niedermayr, artista italiano (Bolzano, n. 1952)
- Walter Russell, artista e filosofo statunitense (Boston, n. 1871 - Swannanoa, † 1963)
- Walter Steding, artista, musicista e attore statunitense (Pittsburgh, n. 1953)

## Artisti marziali misti(1)
- Walt Harris, artista marziale misto statunitense (Birmingham, n. 1983)

## Astisti(2)
- Walter Dray, astista statunitense (Peoria, n. 1886 - Yorkville, † 1973)
- Walter Viáfara, astista colombiano (n. 1992)

## Astrofisici(1)
- Walter Lewin, astrofisico e docente olandese (L'Aia, n. 1936)

## Astronauti(1)
- Walter Schirra, astronauta statunitense (Hackensack, n. 1923 - Rancho Santa Fe, † 2007)

## Astronomi(6)
- Walter Sydney Adams, astronomo statunitense (Antiochia di Siria, n. 1876 - Pasadena, † 1956)
- Walter Baade, astronomo tedesco (Schröttinghausen, n. 1893 - Gottinga, † 1960)
- Walter R. Cooney, Jr., astronomo statunitense (n. 1962)
- Walter Ferreri, astronomo e divulgatore scientifico italiano (Torino, n. 1948)
- Walter Frederick Gale, astronomo australiano (Paddington, n. 1865 - Waverly, † 1945)
- Walter Augustin Villiger, astronomo svizzero (Lenzburg, n. 1872 - Jena, † 1938)

## Attivisti(1)
- Walter Janka, attivista e editore tedesco (Brandeburgo, n. 1914 - Berlino, † 1994)

## Autori di giochi(1)
- Walter Obert, autore di giochi italiano (Piossasco, n. 1961)

## Autori televisivi(2)
- Walter Corda, autore televisivo e attore italiano (Dolianova, n. 1956)
- Walter Rolfo, autore televisivo, scrittore e illusionista italiano (Torino, n. 1972)

## Aviatori(6)
- Walter Blume, aviatore, progettista e ingegnere aeronautico tedesco (Hirschberg im Riesengebirge, n. 1896 - Duisburg, † 1964)
- Walter Nowotny, aviatore austriaco (Gmünd, n. 1920 - Bramsche, † 1944)
- Walter Oesau, aviatore tedesco (Farnewinkel, n. 1913 - Sankt Vith, † 1944)
- Walter Omiccioli, aviatore italiano (Fano, n. 1920 - Treviso, † 2009)
- Walter Schuck, aviatore tedesco (Frankenholz, n. 1920 - Otterndorf, † 2015)
- Walter Villadei, aviatore e astronauta italiano (Roma, n. 1974)

## Avvocati(2)
- Walter Buller, avvocato, naturalista e ornitologo neozelandese (Pakanae, n. 1838 - Fleet, † 1906)
- Jay Clayton, avvocato statunitense (Newport News, n. 1966)

## Baritoni(1)
- Walter Charles, baritono e attore statunitense (East Stroudsburg, n. 1945 - † 2023)

## Bassi-baritoni(1)
- Walter Berry, basso-baritono austriaco (Vienna, n. 1929 - Vienna, † 2000)

## Batteristi(3)
- Walter Calloni, batterista italiano (Milano, n. 1956)
- Scott Columbus, batterista statunitense (Las Vegas, n. 1956 - New York, † 2011)
- Walter Martino, batterista italiano (Milano, n. 1953)

## Biatleti(1)
- Walter Pichler, ex biatleta tedesco occidentale (Bad Reichenhall, n. 1959)

## Biochimici(1)
- Walter Gilbert, biochimico e fisico statunitense (Boston, n. 1932)

## Biologi(4)
- Walter Baldwin Spencer, biologo e antropologo britannico (Stretford, n. 1860 - Isola Hoste, † 1929)
- Walter Fiers, biologo belga (Ypres, n. 1931 - Destelbergen, † 2019)
- Walter Sutton, biologo statunitense (Utica, n. 1877 - Kansas City, † 1916)
- Walter Max Zimmermann, biologo e botanico tedesco (Walldürn, n. 1892 - Tubinga, † 1980)

## Bobbisti(6)
- Walter Aronsson, bobbista svedese (Norrtälje, n. 1917 - Stoccolma, † 2010)
- Walter Barfuss, bobbista tedesco (Raubling, n. 1955 - Raubling, † 1999)
- Walter Delle Karth, ex bobbista austriaco (Innsbruck, n. 1946)
- Walter Graf, bobbista svizzero (Zurigo, n. 1937 - Losanna, † 2021)
- Walter Haller, ex bobbista tedesco
- Walter Steinbauer, bobbista tedesco (Dissen am Teutoburger Wald, n. 1945 - † 1991)

## Botanici(1)
- Walter Tennyson Swingle, botanico e biologo statunitense (Canaan, n. 1871 - Washington, † 1952)

## Canoisti(1)
- Walter Hofmann, ex canoista tedesco (Sömmerda, n. 1949)

## Canottieri(7)
- Walter D'Hondt, ex canottiere canadese (n. 1936)
- Walter Dießner, ex canottiere tedesco (Meißen, n. 1954)
- Walter Lewis, canottiere canadese (Orangeville, n. 1885 - Québec City, † 1956)
- Walter Thijssen, canottiere olandese (Yogyakarta, n. 1877 - Hilversum, † 1943)
- Walter Middelberg, canottiere olandese (Zwolle, n. 1875 - Zwolle, † 1944)
- Walter Molea, ex canottiere italiano (Napoli, n. 1966)
- Walter Schröder, canottiere e scrittore tedesco (Utecht, n. 1932 - Glinde, † 2022)

## Cantanti(7)
- Wattie Buchan, cantante britannico (Edimburgo, n. 1957)
- Walter Franco, cantante, musicista e chitarrista brasiliano (San Paolo, n. 1945 - San Paolo, † 2019)
- Walter Grootaers, cantante, conduttore televisivo e politico belga (Soest, n. 1955)
- Furry Lewis, cantante e chitarrista statunitense (Greenwood, n. 1893 - Memphis, † 1981)
- Walter Micallef, cantante maltese (Birchircara, n. 1955)
- Walter Andreas Schwarz, cantante tedesco (Aschersleben, n. 1913 - Heidelberg, † 1992)
- Walter Washington, cantante e chitarrista statunitense (New Orleans, n. 1943 - New Orleans, † 2022)

## Cantautori(2)
- Walter Foini, cantautore italiano (Milano, n. 1948)
- Walter Pradel, cantautore, attore e conduttore televisivo italiano (Torino, n. 1975)

## Cardinali(4)
- Walter Brandmüller, cardinale, arcivescovo cattolico e storico tedesco (Ansbach, n. 1929)
- Walter Kasper, cardinale, vescovo cattolico e teologo tedesco (Heidenheim an der Brenz, n. 1933)
- Walter Wardlaw, cardinale e vescovo cattolico francese (Scozia - Glasgow, † 1387)
- Walter Winterbourne, cardinale, filosofo e teologo inglese (Salisbury - Genova, † 1305)

## Cestisti(44)
- Ray Allen, ex cestista statunitense (Merced, n. 1975)
- Wally Anderzunas, cestista statunitense (Omaha, n. 1946 - † 1989)
- Walt Bellamy, cestista statunitense (New Bern, n. 1939 - College Park, † 2013)
- Walter Berry, ex cestista statunitense (New York, n. 1964)
- Walter Birtles, cestista canadese (Carbon, n. 1937 - North Vancouver, † 2024)
- Walter Bond, ex cestista statunitense (Chicago, n. 1969)
- Roger Brown, cestista statunitense (Chicago, n. 1950 - Chicago, † 2023)
- Walt Budko, cestista e allenatore di pallacanestro statunitense (Kearny, n. 1925 - Timonium, † 2013)
- Walt Byrd, ex cestista statunitense (n. 1942)
- Walter Bandeira da Costa, ex cestista e allenatore di pallacanestro angolano (Luanda, n. 1973)
- Walter Davis, cestista statunitense (Pineville, n. 1954 - Charlotte, † 2023)
- Corky Devlin, cestista statunitense (Newark, n. 1931 - † 1995)
- Walter Dukes, cestista statunitense (Rochester, n. 1930 - Detroit, † 2001)
- Walter Fleming, cestista peruviano (Lima, n. 1949 - Lima, † 2020)
- Walt Frazier, ex cestista statunitense (Atlanta, n. 1945)
- Vern Hatton, cestista statunitense (Owingsville, n. 1936 - † 2025)
- Walter Hodge, cestista portoricano (Guaynabo, n. 1986)
- Walter Jeklin, ex cestista e dirigente sportivo sloveno (Lubiana, n. 1969)
- Larry Jones, ex cestista e allenatore di pallacanestro statunitense (Columbus, n. 1942)
- Wali Jones, ex cestista statunitense (Filadelfia, n. 1942)
- Walter Jordan, ex cestista statunitense (Perry, n. 1956)
- Walt Lautenbach, cestista statunitense (Milwaukee, n. 1922 - Wildwood, † 1997)
- Walt Lemon, cestista statunitense (Chicago, n. 1992)
- Bud Lindenberg, cestista statunitense (Fort Wayne, n. 1909 - Fort Wayne, † 1981)
- Walter Márquez, cestista uruguaiano (Montevideo, n. 1936 - † 2012)
- Walter McCarty, ex cestista, allenatore di pallacanestro e cantante statunitense (Evansville, n. 1974)
- Walt Miller, cestista e allenatore di pallacanestro statunitense (Homestead, n. 1915 - Pittsburgh, † 2001)
- Walter Ombre, ex cestista olandese (n. 1951)
- Wally Osterkorn, cestista statunitense (Chicago, n. 1928 - Scottsdale, † 2012)
- Walter Pagani, ex cestista e dirigente sportivo uruguaiano (Montevideo, n. 1957)
- Walter Palmer, ex cestista statunitense (Ithaca, n. 1968)
- Walt Piatkowski, ex cestista statunitense (Toledo, n. 1945)
- Walter Santarossa, cestista e allenatore di pallacanestro italiano (Roma, n. 1978)
- Rod Sellers, ex cestista statunitense (Florence, n. 1970)
- Walter Sharpe, ex cestista statunitense (Huntsville, n. 1986)
- Walt Simon, cestista statunitense (Delcambre, n. 1939 - Louisville, † 1997)
- Walt Stanky, cestista statunitense (Erie, n. 1911 - Erie, † 1978)
- Wally Szczerbiak, ex cestista statunitense (Madrid, n. 1977)
- Walt Szczerbiak, ex cestista statunitense (Amburgo, n. 1949)
- Walter Tavares, cestista capoverdiano (Maio, n. 1992)
- Walt Torrence, cestista statunitense (Sacramento, n. 1937 - Sacramento, † 1969)
- Wally Walker, ex cestista e dirigente sportivo statunitense (Millersville, n. 1954)
- Walt Wesley, cestista statunitense (Fort Myers, n. 1945 - Tampa, † 2024)
- Walt Williams, ex cestista statunitense (Washington, n. 1970)

## Chimici(7)
- Walter Bauer, chimico tedesco (Arnstadt, n. 1893 - Darmstadt, † 1968)
- Walter Dieckmann, chimico tedesco (Amburgo, n. 1869 - Monaco di Baviera, † 1925)
- Walter Norman Haworth, chimico britannico (Chorley, n. 1883 - Barnt Green, † 1950)
- Walter Hieber, chimico tedesco (Stoccarda, n. 1895 - Monaco di Baviera, † 1976)
- Walter McCrone, chimico statunitense (Wilmington, n. 1916 - Chicago, † 2002)
- Walter Reppe, chimico tedesco (Göringen, n. 1892 - Heidelberg, † 1969)
- Walter Weldon, chimico e giornalista inglese (n. 1832 - † 1885)

## Chirurghi(1)
- Walter Hermann von Heineke, chirurgo tedesco (Schönebeck, n. 1834 - Erlangen, † 1901)

## Chitarristi(3)
- Walter Becker, chitarrista e bassista statunitense (New York, n. 1950 - † 2017)
- Walter Beltrami, chitarrista e compositore italiano (Brescia, n. 1974)
- Walter Trout, chitarrista e cantante statunitense (Ocean City, n. 1951)

## Ciclisti su strada(17)
- Walter Almaviva, ciclista su strada italiano (Vignole Borbera, n. 1933 - Alessandria, † 2015)
- Walter Blattmann, ciclista su strada e ciclocrossista svizzero (Zurigo, n. 1910 - Zurigo, † 1965)
- Walter Boucquet, ciclista su strada e pistard belga (Meulebeke, n. 1941 - Ingelmunster, † 2018)
- Walter Bénéteau, ciclista su strada francese (Les Essarts, n. 1972 - Bali, † 2022)
- Walter Calzoni, ciclista su strada italiano (Brescia, n. 2001)
- Walter Clivati, ex ciclista su strada italiano (Bergamo, n. 1955)
- Walter Dalgal, ex ciclista su strada e dirigente sportivo italiano (Charleroi, n. 1954)
- Walter Delle Case, ex ciclista su strada italiano (Majano, n. 1959)
- Walter Diggelmann, ciclista su strada e pistard svizzero (Fischenthal, n. 1915 - Waltalingen, † 1999)
- Walter Fantini, ciclista su strada italiano (San Bartolomeo in Bosco, n. 1912 - Copparo, † 1997)
- Walter Generati, ciclista su strada italiano (Solara, n. 1913 - Modena, † 2001)
- Walter Magnago, ex ciclista su strada italiano (Trento, n. 1960)
- Walter Martin, ciclista su strada, pistard e ciclocrossista italiano (Roma, n. 1936 - Torino, † 2020)
- Walter Polini, ciclista su strada italiano (Bergamo, n. 1955 - Torino, † 2002)
- Walter Proch, ex ciclista su strada italiano (Rovereto, n. 1984)
- Walter Riccomi, ex ciclista su strada italiano (Montecarlo di Lucca, n. 1950)
- Walter Serena, ciclista su strada italiano (San Zeno Naviglio, n. 1928 - Brescia, † 2011)

## Circensi(1)
- Walter Nones, circense e direttore artistico italiano (Sedico, n. 1934 - San Donà di Piave, † 2016)

## Collaboratori di giustizia(1)
- Walter Sordi, collaboratore di giustizia e ex terrorista italiano (Roma, n. 1961)

## Collezionisti d'arte(1)
- Walter Conrad Arensberg, collezionista d'arte, critico d'arte e poeta statunitense (n. 1878 - † 1954)

## Compositori(19)
- Walter Abendroth, compositore e scrittore tedesco (Fischbachau, n. 1896 - Hannover, † 1973)
- Walter Afanasieff, compositore e produttore discografico statunitense (San Paolo, n. 1958)
- Walter Branchi, compositore, musicista e scrittore italiano (Roma, n. 1941)
- Walter Braunfels, compositore e pianista tedesco (Francoforte sul Meno, n. 1882 - Colonia, † 1954)
- Walter Courvoisier, compositore, direttore d'orchestra e docente svizzero (Riehen, n. 1875 - Locarno, † 1931)
- Walter Damrosch, compositore e direttore d'orchestra tedesco (Breslavia, n. 1862 - New York, † 1950)
- Walter Donaldson, compositore statunitense (New York, n. 1893 - Santa Monica, † 1947)
- Walter Frye, compositore inglese
- Walter Goehr, compositore e direttore d'orchestra tedesco (Berlino, n. 1903 - Sheffield, † 1960)
- Walter Lambe, compositore inglese (n. 1450 - † 1504)
- Walter Malgoni, compositore, musicista e paroliere italiano (Milano, n. 1924 - Milano, † 2008)
- Walter Marchetti, compositore italiano (Canosa di Puglia, n. 1931 - Milano, † 2015)
- Walter Murphy, compositore, arrangiatore e cantautore statunitense (New York, n. 1952)
- Walter Niemann, compositore, arrangiatore e critico musicale tedesco (Amburgo, n. 1876 - Lipsia, † 1953)
- Walter Odington, compositore, scienziato e alchimista inglese († 1330)
- Walter Piston, compositore statunitense (Rockland, n. 1894 - Belmont, † 1976)
- Walter Prati, compositore italiano (Milano, n. 1956)
- Walter Rinaldi, compositore e musicista italiano (Castrovillari, n. 1962)
- Walter Rizzati, compositore e arrangiatore italiano (Melara, n. 1935)

## Compositori di scacchi(1)
- Walter Grimshaw, compositore di scacchi britannico (Dewsbury, n. 1832 - Whitby, † 1890)

## Conduttori televisivi(2)
- Walter Bucciarelli, conduttore televisivo, giornalista e produttore cinematografico italiano (Chieti, n. 1959)
- Walter Santillo, conduttore televisivo e autore televisivo italiano (Catanzaro, n. 1959)

## Costumisti(1)
- Walter Plunkett, costumista statunitense (Oakland, n. 1902 - Santa Monica, † 1982)

## Critici d'arte(1)
- Walter Guadagnini, critico d'arte, insegnante e museologo italiano (Cavalese, n. 1961)

## Critici letterari(2)
- Walter Binni, critico letterario, politico e italianista italiano (Perugia, n. 1913 - Roma, † 1997)
- Walter Mauro, critico letterario italiano (Roma, n. 1925 - Roma, † 2012)

## Danzatori(2)
- Patrick Bissell, ballerino statunitense (Corpus Christi, n. 1957 - Hoboken, † 1987)
- Walter Laird, danzatore britannico (Londra, n. 1920 - Londra, † 2002)

## Danzatori su ghiaccio(1)
- Walter Cecconi, danzatore su ghiaccio italiano (Milano, n. 1957)

## Designer(1)
- Walter de Silva, designer italiano (Lecco, n. 1951)

## Diplomatici(1)
- Walter Thurnherr, diplomatico e politico svizzero (Muri, n. 1963)

## Direttori d'orchestra(2)
- Walter Hendl, direttore d'orchestra, compositore e pianista statunitense (West New York, n. 1917 - Contea di Erie,, † 2007)
- Walter Weller, direttore d'orchestra e violinista austriaco (Vienna, n. 1939 - Vienna, † 2015)

## Direttori della fotografia(5)
- Walter Carvalho, direttore della fotografia e regista brasiliano (João Pessoa, n. 1948)
- Walter Lassally, direttore della fotografia tedesco (Berlino, n. 1926 - La Canea, † 2017)
- Walt Lloyd, direttore della fotografia statunitense (Atlanta, n. 1950)
- Wally Pfister, direttore della fotografia e regista statunitense (Chicago, n. 1961)
- Walter Stradling, direttore della fotografia inglese (Plymouth, n. 1875 - New York, † 1918)

## Dirigenti d'azienda(1)
- Walter O'Brien, dirigente d'azienda e informatico irlandese (Contea di Wexford, n. 1975)

## Dirigenti sportivi(7)
- Walter Godefroot, dirigente sportivo, ex ciclista su strada e pistard belga (Gand, n. 1943)
- Walter Magnifico, dirigente sportivo, ex cestista e allenatore di pallacanestro italiano (Foggia, n. 1961)
- Walter Mattioli, dirigente sportivo italiano (Ferrara, n. 1952)
- Walter O'Malley, dirigente sportivo statunitense (New York, n. 1903 - Rochester, † 1979)
- Walter Planckaert, dirigente sportivo e ex ciclista su strada belga (Nevele, n. 1948)
- Walter Sabatini, dirigente sportivo, allenatore di calcio e ex calciatore italiano (Marsciano, n. 1955)
- Walter Streule, dirigente sportivo e calciatore svizzero (Zurigo, n. 1882)

## Disc jockey(1)
- Walter Gibbons, disc jockey e produttore discografico statunitense (New York, n. 1954 - New York, † 1994)

## Discoboli(1)
- Ben Plucknett, discobolo statunitense (Beatrice, n. 1954 - Essex, † 2002)

## Doppiatori(1)
- Walter Rivetti, doppiatore e direttore del doppiaggio italiano (Susa, n. 1977)

## Economisti(3)
- Walter Block, economista statunitense (New York, n. 1941)
- Walter Eucken, economista tedesco (Jena, n. 1891 - Londra, † 1950)
- Walter Santagata, economista italiano (Montegrosso d'Asti, n. 1945 - Torino, † 2013)

## Editori(2)
- Walter Landauer, editore tedesco (Berlino, n. 1902 - Campo di concentramento di Bergen-Belsen, † 1944)
- Walter Pulitzer, editore, scrittore e compositore di scacchi statunitense (New York, n. 1878 - Buffalo, † 1926)

## Egittologi(1)
- Walter Bryan Emery, egittologo britannico (Liverpool, n. 1902 - Londra, † 1971)

## Esploratori(1)
- Wally Herbert, esploratore e scrittore britannico (York, n. 1934 - Inverness, † 2007)

## Fantini(1)
- Walter Wright, fantino inglese

## Filologi(1)
- Walter William Skeat, filologo britannico (Londra, n. 1835 - Cambridge, † 1912)

## Filosofi(4)
- Walter Benjamin, filosofo e scrittore tedesco (Berlino, n. 1892 - Portbou, † 1940)
- Walter Brugger, filosofo tedesco (Radolfzell, n. 1904 - Monaco di Baviera, † 1990)
- Walter Burley, filosofo e logico inglese (n. 1275 - † 1345)
- Walter Kaufmann, filosofo, traduttore e poeta tedesco (Friburgo in Brisgovia, n. 1921 - Princeton, † 1980)

## Fisarmonicisti(1)
- Walter Rodi, fisarmonicista e arrangiatore italiano (Roma, n. 1947)

## Fisici(7)
- Walter Houser Brattain, fisico statunitense (Xiamen, n. 1902 - Seattle, † 1987)
- Walter Guyton Cady, fisico e ingegnere statunitense (Providence, n. 1874 - East Providence, † 1974)
- Walter Elsasser, fisico e biologo tedesco (Mannheim, n. 1904 - Baltimora, † 1991)
- Walter Heitler, fisico tedesco (Karlsruhe, n. 1904 - Zollikon, † 1981)
- Walter Kaufmann, fisico tedesco (Elberfeld, n. 1871 - Freiburg im Breisgau, † 1947)
- Walter Kohn, fisico austriaco (Vienna, n. 1923 - Santa Barbara, † 2016)
- Walter Schottky, fisico e inventore tedesco (Zurigo, n. 1886 - Pretzfeld, † 1976)

## Fisiologi(2)
- Walter Bradford Cannon, fisiologo statunitense (Prairie du Chien, n. 1871 - Franklin, † 1945)
- Walter Holbrook Gaskell, fisiologo britannico (Napoli, n. 1847 - Cambridge, † 1914)

## Fondisti(1)
- Walter Motz, fondista tedesco (Steinbach, n. 1909)

## Fotografi(3)
- Walter Frentz, fotografo e produttore cinematografico tedesco (Heilbronn, n. 1907 - Überlingen, † 2004)
- Walter Peterhans, fotografo e insegnante tedesco (Francoforte sul Meno, n. 1897 - Stetten im Remstal, † 1960)
- Walter Stoneman, fotografo inglese (Plymouth, n. 1876 - Plymouth, † 1958)

## Fumettisti(5)
- Walter Aquenza, fumettista e illustratore italiano (Milano, n. 1927 - Cilavegna, † 2009)
- Walt Kelly, fumettista e animatore statunitense (Filadelfia, n. 1913 - Hollywood, † 1973)
- Walter Lantz, fumettista e regista statunitense (New Rochelle, n. 1899 - Burbank, † 1994)
- Walter Simonson, fumettista statunitense (Knoxville, n. 1946)
- Walter Venturi, fumettista e illustratore italiano (Roma, n. 1969)

## Generali(29)
- Walter Bedell Smith, generale statunitense (Indianapolis, n. 1895 - Washington, † 1961)
- Walter E. Boomer, generale e dirigente d'azienda statunitense (Rich Square, n. 1938)
- Walter Braithwaite, generale britannico (Alne, n. 1865 - Rotherwick, † 1945)
- Walter von Brockdorff-Ahlefeldt, generale tedesco (Perleberg, n. 1887 - Berlino, † 1943)
- George Burns, generale britannico (n. 1911 - † 1997)
- Walter Cerrini, generale italiano (Perugia, n. 1899 - Aosta, † 1971)
- Walter Congreve, generale britannico (Chatham, n. 1862 - Mtarfa, † 1927)
- Walter Denkert, generale tedesco (Kiel, n. 1897 - Kiel, † 1982)
- Walter Grabmann, generale tedesco (Bad Reichenhall, n. 1905 - Monaco di Baviera, † 1992)
- Walter Hartmann, generale tedesco (Mülheim an der Ruhr, n. 1891 - Hameln, † 1977)
- Walter Heitz, generale tedesco (Berlino, n. 1878 - Mosca, † 1944)
- Walter Jost, generale e scrittore tedesco (Rastatt, n. 1896 - Villadose, † 1945)
- Walter Krueger, generale statunitense (Flatow, n. 1881 - Valley Forge, † 1967)
- Walter Krupinski, generale e aviatore tedesco (Domnau, n. 1920 - Neunkirchen-Seelscheid, † 2000)
- Walter Krüger, generale tedesco (Strasburgo, n. 1890 - Liepāja, † 1945)
- Walter Kuntze, generale tedesco (Havelsee, n. 1883 - Detmold, † 1960)
- Walter Lichel, generale tedesco (Stolp, n. 1885 - Bärnau, † 1969)
- Walter Natynczyk, generale canadese (Winnipeg, n. 1957)
- Walter Neumann-Silkow, generale tedesco (Groß Silkow, n. 1894 - Derna, † 1941)
- Walter Poppe, generale tedesco (Kassel, n. 1892 - Herford, † 1968)
- Walter von Reichenau, generale tedesco (Karlsruhe, n. 1884 - Poltava, † 1942)
- Walter Schellenberg, generale e agente segreto tedesco (Saarbrücken, n. 1910 - Torino, † 1952)
- Walter Scherff, generale tedesco (Stoccarda, n. 1898 - Saalfelden am Steinernen Meer, † 1945)
- Walter Schilling, generale tedesco (Chełmno, n. 1895 - Izjum, † 1943)
- Walter Scholl, generale tedesco (Ludwigsburg, n. 1884 - Ulma, † 1956)
- Walter Schroth, generale tedesco (Glumbowitz, n. 1882 - Wiesbaden, † 1944)
- Walter Short, generale statunitense (Alton, n. 1880 - Dallas, † 1949)
- Walter Warlimont, generale tedesco (Osnabrück, n. 1894 - Kreuth, † 1976)
- Walter Wessel, generale tedesco (Lautenthal, n. 1892 - Morano Calabro, † 1943)

## Geografi(1)
- Walter Christaller, geografo e economista tedesco (Berneck, n. 1893 - Königstein im Taunus, † 1969)

## Geologi(1)
- Walter Álvarez, geologo e archeologo statunitense (Berkeley, n. 1940)

## Giavellottisti(1)
- Walter Krüger, giavellottista tedesco (Altenpleen, n. 1930 - Prohn, † 2018)

## Ginnasti(3)
- Walter Lehmann, ginnasta svizzero (Hütten, n. 1919 - Richterswil, † 2017)
- Walter Real, ginnasta e multiplista statunitense (Chicago, n. 1886 - South Arm Township, † 1955)
- Walter Tysall, ginnasta britannico (Birmingham, n. 1880 - Ashton-on-Ribble, † 1955)

## Giocatori di baseball(5)
- Walter Alston, giocatore di baseball e allenatore di baseball statunitense (Venice, n. 1911 - Oxford, † 1984)
- Walt Dropo, giocatore di baseball, cestista e giocatore di football americano statunitense (Moosup, n. 1923 - Peabody, † 2010)
- Walter Johnson, giocatore di baseball e allenatore di baseball statunitense (Humboldt, n. 1887 - Washington, † 1946)
- Buck Leonard, giocatore di baseball statunitense (Rocky Mount, n. 1907 - Rocky Mount, † 1997)
- Rabbit Maranville, giocatore di baseball e allenatore di baseball statunitense (Springfield, n. 1891 - Woodside, † 1954)

## Giocatori di calcio a 5(4)
- Walter Fiele, ex giocatore di calcio a 5 argentino (n. 1971)
- Walter Sposaro, ex giocatore di calcio a 5 argentino (n. 1963)
- Walter Villalba, ex giocatore di calcio a 5 paraguaiano (Asunción, n. 1977)
- Waltinho, giocatore di calcio a 5 brasiliano (Recife, n. 1991)

## Giocatori di football americano(15)
- Walter Abercrombie, ex giocatore di football americano statunitense (Tullos, n. 1959)
- Walt Aikens, giocatore di football americano statunitense (Charlotte, n. 1991)
- Walter Camp, giocatore di football americano, allenatore di football americano e scrittore statunitense (New Britain, n. 1859 - New York, † 1925)
- Mike Dennis, ex giocatore di football americano statunitense (Philadelphia, n. 1944)
- Chuck Foreman, ex giocatore di football americano statunitense (Frederick, n. 1950)
- Walt Harris, ex giocatore di football americano statunitense (LaGrange, n. 1974)
- Walter Johnson, giocatore di football americano e wrestler statunitense (Cincinnati, n. 1942 - † 1999)
- Walter Jones, ex giocatore di football americano statunitense (Aliceville, n. 1974)
- Walter McFadden, giocatore di football americano statunitense (Hollywood, n. 1987)
- Walter Nolen, giocatore di football americano statunitense (Memphis, n. 2003)
- Walt Patulski, ex giocatore di football americano statunitense (Fulton, n. 1950)
- Walter Payton, giocatore di football americano statunitense (Columbia, n. 1953 - South Barrington, † 1999)
- Pard Pearce, giocatore di football americano statunitense (Providence, n. 1896 - Newport, † 1974)
- Ray Perkins, giocatore di football americano e allenatore di football americano statunitense (Petal, n. 1941 - Northport, † 2020)
- Walter Thurmond, ex giocatore di football americano statunitense (Los Angeles, n. 1987)

## Giocatori di poker(1)
- Puggy Pearson, giocatore di poker statunitense (Tennessee, n. 1929 - Las Vegas, † 2006)

## Giocatori di polo(2)
- Walter Buckmaster, giocatore di polo inglese (Wimbledon, n. 1872 - Warwick, † 1942)
- Walter McCreery, giocatore di polo statunitense (Zurigo, n. 1871 - Clermont-Ferrand, † 1922)

## Giocatori di snooker(1)
- Walter Lovejoy, giocatore di snooker inglese

## Giornalisti(10)
- Walter Bagehot, giornalista britannico (Langport, n. 1826 - Langport, † 1877)
- Walter Cronkite, giornalista e conduttore televisivo statunitense (Saint Joseph, n. 1916 - New York, † 2009)
- Walter Duranty, giornalista britannico (Liverpool, n. 1884 - Orlando, † 1957)
- Walter Husemann, giornalista tedesco (Ellerbek, n. 1909 - Berlino, † 1943)
- Walter Kaner, giornalista e filantropo statunitense (New York, n. 1920 - Port Washington, † 2005)
- Walter Küchenmeister, giornalista, editore e scrittore tedesco (Waldheim, n. 1897 - Berlino, † 1943)
- Walter Lippmann, giornalista e politologo statunitense (New York, n. 1889 - New York, † 1974)
- Walter Passerini, giornalista italiano (Verbania, n. 1948 - Milano, † 2025)
- Walter Sullivan, giornalista e saggista statunitense (New York, n. 1918 - † 1996)
- Walter Tobagi, giornalista e scrittore italiano (Spoleto, n. 1947 - Milano, † 1980)

## Giuristi(2)
- Walter Bigiavi, giurista italiano (Il Cairo, n. 1904 - Bologna, † 1968)
- Walter Moraes, giurista brasiliano (Catanduva, n. 1934 - Diadema, † 1997)

## Glottologi(1)
- Walter Belardi, glottologo e linguista italiano (Roma, n. 1923 - Roma, † 2008)

## Golfisti(3)
- Walter Egan, golfista statunitense (Chicago, n. 1881 - Monterey, † 1971)
- Walter Hagen, golfista statunitense (Rochester, n. 1892 - Traverse City, † 1969)
- Walter Rutherford, golfista scozzese (Newlands, n. 1857 - Westminster, † 1913)

## Hockeisti su ghiaccio(6)
- Wally Boyer, ex hockeista su ghiaccio canadese (Cowan, n. 1937)
- Turk Broda, hockeista su ghiaccio e allenatore di hockey su ghiaccio canadese (Brandon, n. 1914 - Toronto, † 1972)
- Walter Kitchen, hockeista su ghiaccio canadese (Toronto, n. 1912 - Toronto, † 1988)
- Walter Leinweber, hockeista su ghiaccio tedesco (Füssen, n. 1907 - Füssen, † 1997)
- Walt McKechnie, ex hockeista su ghiaccio canadese (London, n. 1947)
- Wally Monson, hockeista su ghiaccio canadese (Winnipeg, n. 1908 - Winnipeg, † 1988)

## Hockeisti su pista(1)
- Walter Monfrinotti, hockeista su pista italiano (Novara, n. 1929 - Novara, † 1997)

## Illusionisti(1)
- Walter R. Booth, illusionista e regista britannico (Worcester, n. 1869 - Birmingham, † 1938)

## Illustratori(1)
- Walter Molino, illustratore, fumettista e pittore italiano (Reggio nell'Emilia, n. 1915 - Milano, † 1997)

## Imprenditori(16)
- Walter Herschel Beech, imprenditore e aviatore statunitense (Pulaski, n. 1891 - Wichita, † 1950)
- Walter Boveri, imprenditore tedesco (Bamberga, n. 1865 - Baden, † 1924)
- Walter A. Brown, imprenditore e dirigente sportivo statunitense (Hopkinton, n. 1905 - Boston, † 1964)
- Walter Chrysler, imprenditore statunitense (Wamego, n. 1875 - Kings Point, † 1940)
- Walter De Rigo, imprenditore e politico italiano (Santo Stefano di Cadore, n. 1932 - Cortina d'Ampezzo, † 2009)
- Walter Flanders, imprenditore statunitense (n. 1871 - † 1923)
- Walter Keane, imprenditore e truffatore statunitense (Lincoln, n. 1915 - Encinitas, † 2000)
- Walter Knott, imprenditore statunitense (San Bernardino, n. 1889 - Buena Park, † 1981)
- Walter Kohl, imprenditore e scrittore tedesco (Ludwigshafen am Rhein, n. 1963)
- Walter J. Kohler, imprenditore e politico statunitense (Sheboygan, n. 1875 - Sheboygan, † 1940)
- Walter Palmer, I baronetto, imprenditore, politico e nobile inglese (Reading, n. 1858 - Newbury, † 1910)
- Walter Psenner, imprenditore italiano (Termeno sulla Strada del Vino, n. 1948 - † 2007)
- Walter Taccone, imprenditore italiano (Avellino, n. 1947)
- Walter Viaro, imprenditore italiano (n. 1915 - Marostica, † 2008)
- Walter Wolf, imprenditore, manager e dirigente sportivo canadese (Graz, n. 1939)
- Walter Yetnikoff, imprenditore statunitense (New York, n. 1933 - Bridgeport, † 2021)

## Impresari teatrali(1)
- Walter Mocchi, impresario teatrale e attivista italiano (Torino, n. 1871 - Rio de Janeiro, † 1955)

## Incisori(1)
- Walter Pach, incisore, pittore e critico d'arte statunitense (New York, n. 1883 - † 1958)

## Informatici(1)
- Walter Bright, programmatore statunitense (n. 1957)

## Ingegneri(10)
- Walter Becchia, ingegnere meccanico italiano (Casale Monferrato, n. 1896 - † 1976)
- Walter Owen Bentley, ingegnere e imprenditore inglese (Hampstead, n. 1888 - Woking, † 1971)
- Walter Bruch, ingegnere tedesco (Neustadt an der Weinstraße, n. 1908 - Hannover, † 1990)
- Walter Evans, ingegnere statunitense (n. 1920 - † 1999)
- Walter Hohmann, ingegnere tedesco (Hardheim, n. 1880 - Essen, † 1945)
- Walter Lüftl, ingegnere austriaco (Vienna, n. 1933)
- Walter Montgomerie Neilson, ingegnere scozzese (Glasgow, n. 1819 - Firenze, † 1889)
- Walter Nicodemi, ingegnere italiano (Stradella, n. 1936 - Milano, † 2011)
- Walter Thiel, ingegnere tedesco (Breslavia, n. 1910 - Karlshagen, † 1943)
- Walter Gordon Wilson, ingegnere irlandese (Blackrock, n. 1874 - Coventry, † 1957)

## Insegnanti(2)
- Walter Brueggemann, insegnante e teologo statunitense (Tilden, n. 1933 - Traverse City, † 2025)
- Walther Kadow, insegnante tedesco (Hagenow, n. 1860 - Parchim, † 1923)

## Inventori(3)
- Walter Hunt, inventore statunitense (n. 1796 - † 1859)
- Walter Frederick Morrison, inventore statunitense (Richfield, n. 1920 - Utah, † 2010)
- Walter Zapp, inventore e imprenditore lettone (Riga, n. 1905 - Binningen, † 2003)

## Judoka(1)
- Walter Argentin, ex judoka italiano (Ottawa, n. 1961)

## Latinisti(1)
- Walter Friedrich Otto, latinista e filologo classico tedesco (Hechingen, n. 1874 - Tubinga, † 1958)

## Lottatori(1)
- Walter Maurer, lottatore statunitense (Kenosha, n. 1893 - Chicago, † 1983)

## Magistrati(3)
- Walter Avarelli, magistrato e giocatore di bridge italiano (Roma, n. 1912 - Roma, † 1987)
- Walter Buch, magistrato tedesco (Bruchsal, n. 1883 - Schondorf am Ammersee, † 1949)
- Walter Nixon, giudice statunitense (Biloxi, n. 1928)

## Maratoneti(1)
- Walter Durbano, ex maratoneta e mezzofondista italiano (n. 1963)

## Marciatori(1)
- Walter Arena, marciatore italiano (Catania, n. 1964)

## Matematici(7)
- Walter Feit, matematico austriaco (Vienna, n. 1930 - Branford, † 2004)
- Walter Noll, matematico tedesco (Berlino, n. 1925 - Pittsburgh, † 2017)
- Walter Philipp, matematico e alpinista austriaco (Vienna, n. 1936 - Mixnitz, † 2006)
- Walter Pitts, matematico statunitense (Detroit, n. 1923 - Detroit, † 1969)
- Walter William Rouse Ball, matematico e avvocato britannico (Hampstead, n. 1850 - Elmside, † 1925)
- Walter Rudin, matematico statunitense (Vienna, n. 1921 - † 2010)
- Walter Warwick Sawyer, matematico e divulgatore scientifico inglese (St. Ives, n. 1911 - † 2008)

## Medici(5)
- Walter Cruz, medico e scacchista brasiliano (Petrópolis, n. 1910 - Rio de Janeiro, † 1967)
- Walter Jackson Freeman II, medico e neurologo statunitense (Filadelfia, n. 1895 - San Francisco, † 1972)
- Walter Groß, medico, politico e scrittore tedesco (Kassel, n. 1904 - Berlino, † 1945)
- Walter Rudolf Hess, medico e fisiologo svizzero (Frauenfeld, n. 1881 - Locarno, † 1973)
- Walter Reed, medico, ufficiale e batteriologo statunitense (Belroi, n. 1851 - Washington, † 1902)

## Mezzofondisti(2)
- Walter Adams, mezzofondista tedesco (Wasseralfingen, n. 1945 - Aalen, † 2023)
- Walter Merlo, mezzofondista e maratoneta italiano (Cuneo, n. 1965 - Corno Stella, † 1998)

## Militari(22)
- Walter Blume, militare e agente segreto tedesco (Dortmund, n. 1906 - Dortmund, † 1974)
- Walter Cimino, militare italiano (Busto Arsizio, n. 1926 - Siena, † 1944)
- Walter Dornberger, militare tedesco (Gießen, n. 1895 - Sasbach, † 1980)
- Walter Espec, militare e giurista inglese († 1153)
- Walter Forstmann, militare tedesco (Werden, n. 1883 - Essen, † 1973)
- Walter Raleigh Gilbert, I baronetto, militare britannico (Bodmin, n. 1785 - Londra, † 1853)
- Walter Göttsch, militare e aviatore tedesco (Altona, n. 1896 - Bois Gentelles, † 1918)
- Walter Harzer, militare tedesco (Stuttgart-Feuerbach, n. 1912 - Stoccarda, † 1982)
- Walter George Raymond Hinchliffe, militare e aviatore britannico (Liverpool, n. 1884 - Oceano Atlantico, † 1928)
- Walter Höhndorf, militare e aviatore tedesco (Prützke, n. 1892 - Iré-le-Sec, † 1917)
- Walter Kutschmann, militare tedesco (Dresda, n. 1914 - Buenos Aires, † 1986)
- Walter Kypke, militare e aviatore tedesco (Stettino, n. 1893 - Magdeburgo, † 1924)
- Walter Hunt Longton, militare e aviatore britannico (Whiston, n. 1892 - Bournemouth, † 1927)
- Walter Marienfeld, militare e aviatore tedesco (Alt-Sussmilken, n. 1904 - Giebelstadt, † 1944)
- Walter Pasella, militare italiano (Sassari, n. 1916 - Alfes, † 1938)
- Walter Rauff, militare tedesco (Köthen, n. 1906 - Santiago del Cile, † 1984)
- Walter Reder, ufficiale e criminale di guerra tedesco (Freiwaldau, n. 1915 - Vienna, † 1991)
- Walter Schimana, militare austriaco (Troppau, n. 1898 - Salisburgo, † 1948)
- Martin Sommer, militare e criminale di guerra tedesco (Schkölen, n. 1915 - Schwarzenbruck, † 1988)
- Walter Edward Truemper, militare e aviatore statunitense (Aurora, n. 1918 - Polebrook, † 1944)
- Walter Clopton Wingfield, militare, inventore e tennista britannico (n. 1833 - † 1912)
- Walter von Bülow-Bothkamp, militare e aviatore tedesco (Borby, n. 1894 - nei pressi di Ypres, † 1918)

## Montatori(4)
- Walter von Bonhorst, montatore tedesco (Francoforte sul Meno, n. 1904 - Schweinfurt, † 1978)
- Walter Boos, montatore, regista e sceneggiatore tedesco (Monaco di Baviera, n. 1928 - Grünwald, † 1996)
- Walter Fasano, montatore, regista e sceneggiatore italiano (Bari, n. 1970)
- Walter Murch, montatore, tecnico del suono e regista statunitense (New York, n. 1943)

## Musicisti(3)
- Big Walter Horton, musicista statunitense (Horn Lake, n. 1918 - Memphis, † 1981)
- Walter Powers, musicista statunitense (Boston, n. 1946)
- Walter Trampler, musicista e insegnante tedesco (Monaco di Baviera, n. 1915 - Port Joli, † 1997)

## Musicologi(1)
- Walter Rubsamen, musicologo statunitense (New York, n. 1911 - Los Angeles, † 1973)

## Navigatori(2)
- Walter How, marinaio e esploratore britannico (Bermondsey, n. 1885 - Londra, † 1972)
- Walter Raleigh, navigatore, corsaro e poeta inglese (Londra, † 1618)

## Nobili(14)
- Walter Butler, XI conte di Ormond, nobile irlandese (n. 1569 - Carrick-on-Suir, † 1633)
- Walter Comyn, nobile e politico scozzese († 1258)
- Walter von Cronberg, nobile tedesco (Kronberg - Mergentheim, † 1545)
- Walter Devereux, I conte di Essex, nobile e generale inglese (n. 1541 - † 1576)
- Walter Hungerford, I barone Hungerford, nobile e militare britannico (n. 1378 - † 1449)
- Walter Marshal, V conte di Pembroke, nobile britannico (n. 1199 - † 1245)
- Walter Montagu Douglas Scott, VIII duca di Buccleuch, nobile e politico britannico (n. 1894 - † 1973)
- Walter Ponsonby, VII conte di Bessborough, nobile inglese (Roehampton, n. 1821 - Londra, † 1906)
- Walter Scott, I conte di Buccleuch, nobile scozzese (n. 1606 - Londra, † 1633)
- Walter Scott, I lord Scott di Buccleuch, nobile scozzese (n. 1565 - † 1611)
- Walter Stewart, conte di Atholl, nobile scozzese (Edimburgo, † 1437)
- Walter Stewart, nobile scozzese (n. 1338 - † 1362)
- Walter de Lacy, signore di Meath, nobile britannico (Herefordshire - Leinster, † 1241)
- Walter von Lomersheim, nobile e cavaliere tedesco

## Notai(1)
- Walter Wagner, notaio tedesco (Berlino, n. 1907 - Berlino, † 1945)

## Nuotatori(7)
- Walter Bathe, nuotatore tedesco (Proboszczów, n. 1892 - Cesenatico, † 1959)
- Walter D'Angelo, nuotatore italiano (Milano, n. 1962)
- Walter Kusch, ex nuotatore tedesco occidentale (Hildesheim, n. 1954)
- Walter Laufer, nuotatore statunitense (Cincinnati, n. 1906 - Cincinnati, † 1984)
- Walter Ocampo, nuotatore messicano (Città del Messico, n. 1928 - San Diego, † 2007)
- Walter Ris, nuotatore statunitense (Chicago, n. 1924 - Mission Viejo, † 1989)
- Walter Spence, nuotatore guyanese (Christianburg, n. 1901 - † 1958)

## Organisti(1)
- Walter Parratt, organista e compositore inglese (Huddersfield, n. 1841 - † 1924)

## Ornitologi(1)
- Walter Edmond Clyde Todd, ornitologo statunitense (Smithfield, n. 1874 - † 1969)

## Paleontologi(2)
- Walter Granger, paleontologo statunitense (Middletown Springs, n. 1872 - Lusk, † 1941)
- Walter Georg Kühne, paleontologo tedesco (Berlino, n. 1911 - † 1991)

## Pallanuotisti(1)
- Walter Schachtitz, pallanuotista austriaco (Vienna, n. 1887 - † 1979)

## Parapsicologi(1)
- Walter Franklin Prince, parapsicologo e presbitero statunitense (Detroit, n. 1863 - † 1934)

## Parolieri(1)
- Walter Bullock, paroliere e sceneggiatore statunitense (Shelburn, n. 1907 - Los Angeles, † 1953)

## Partigiani(8)
- Walter Audisio, partigiano e politico italiano (Alessandria, n. 1909 - Roma, † 1973)
- Walter Barni, partigiano e sindacalista italiano (Chiusi, n. 1922 - Roma, † 2014)
- Walter Carasso, partigiano, allenatore di calcio e calciatore italiano (Vercelli, n. 1922 - † 2000)
- Walter Fillak, partigiano italiano (Torino, n. 1920 - Cuorgnè, † 1945)
- Walter Masetti, partigiano italiano (Sala Bolognese, n. 1910 - Mauthausen, † 1945)
- Walter Monier, partigiano, giornalista e traduttore italiano (Villadossola, n. 1927 - Roma, † 2009)
- Walter Suzzi, partigiano e antifascista italiano (Castiglione di Ravenna, n. 1924 - Ravenna, † 1944)
- Walter Tabacchi, partigiano e marinaio italiano (Modena, n. 1917 - Modena, † 1944)

## Patologi(1)
- Walter Pagel, patologo e storico della scienza tedesco (Berlino, n. 1898 - Londra, † 1983)

## Pattinatori artistici su ghiaccio(1)
- Walter Jakobsson, pattinatore artistico su ghiaccio finlandese (Helsinki, n. 1882 - † 1957)

## Personaggi televisivi(1)
- Walter Mercado, personaggio televisivo, attore e astrologo portoricano (Ponce, n. 1932 - San Juan, † 2019)

## Pianisti(4)
- Walter Davis Jr., pianista statunitense (Richmond, n. 1932 - New York, † 1990)
- Walter Gieseking, pianista e compositore francese (Lione, n. 1895 - Londra, † 1956)
- Walter Savelli, pianista e compositore italiano (Firenze, n. 1948)
- Walter Wanderley, pianista, organista e musicista brasiliano (Recife, n. 1932 - San Francisco, † 1986)

## Piloti automobilistici(4)
- Walt Ader, pilota automobilistico statunitense (Long Valley, n. 1912 - Califon, † 1982)
- Walt Brown, pilota automobilistico statunitense (Springfield, n. 1911 - Carlisle, † 1951)
- Walt Faulkner, pilota automobilistico statunitense (Tell, n. 1920 - Vallejo, † 1956)
- Walt Hansgen, pilota automobilistico statunitense (Westfield, n. 1919 - Orléans, † 1966)

## Piloti di rally(3)
- Walter Boyce, ex pilota di rally canadese (Ottawa, n. 1946)
- Fuzzy Kofler, pilota di rally italiano (Cermes, n. 1948)
- Walter Röhrl, ex pilota di rally tedesco (Ratisbona, n. 1947)

## Piloti motociclistici(4)
- Walter Schneider, pilota motociclistico tedesco (Siegen, n. 1927 - Siegen, † 2010)
- Walter Tortoroglio, pilota motociclistico italiano (Benevello, n. 1977)
- Walter Villa, pilota motociclistico italiano (Castelnuovo Rangone, n. 1943 - Modena, † 2002)
- Walter Zeller, pilota motociclistico tedesco (Ebersberg, n. 1927 - † 1995)

## Pirati(1)
- Walter Kennedy, pirata irlandese (Wapping, † 1721)

## Pistard(3)
- Walter Andrews, pistard canadese (n. 1881 - St. Petersburg, † 1954)
- Walter Gorini, ex pistard italiano (Barbiano di Cotignola, n. 1944)
- Walter Pérez, pistard argentino (San Justo, n. 1975)

## Pittori(22)
- Walter Baldessarini, pittore italiano (Merano, n. 1936 - Merano, † 2022)
- Walter Crane, pittore e illustratore inglese (Liverpool, n. 1845 - Horsham, † 1915)
- Walter Del Frate, pittore, grafico e pubblicitario italiano (Pola, n. 1926 - Milano, † 2011)
- Walter Howell Deverell, pittore britannico (Charlottesville, n. 1827 - Londra, † 1854)
- Walter Dexel, pittore, tipografo e scenografo tedesco (Monaco di Baviera, n. 1890 - Braunschweig, † 1973)
- Walter Duncan, pittore britannico (Londra, n. 1848 - Richmond upon Thames, † 1932)
- Walter Firle, pittore tedesco (Breslavia, n. 1859 - Monaco di Baviera, † 1929)
- Walter Fusi, pittore italiano (Udine, n. 1924 - Colle di Val d'Elsa, † 2013)
- Walt Kuhn, pittore e fumettista statunitense (New York, n. 1877 - New York, † 1949)
- Walter Langley, pittore inglese (Birmingham, n. 1852 - Penzance, † 1922)
- Walter Lazzaro, pittore, attore e docente italiano (Roma, n. 1914 - Milano, † 1989)
- Walter Leistikow, pittore tedesco (Bromberg, n. 1865 - Berlino, † 1908)
- Walter Madoi, pittore e scultore italiano (Collecchio, n. 1925 - Milano, † 1976)
- Walter Masotti, pittore italiano (Faenza, n. 1925 - Cesenatico, † 1997)
- Walter Morselli, pittore italiano (Modena, n. 1912 - Modena, † 1976)
- Walter Percy Day, pittore e effettista britannico (Luton, n. 1878 - Los Angeles, † 1965)
- Walter Sabatelli, pittore italiano (Cecina, n. 1925 - Grosseto, † 1997)
- Walter Sickert, pittore inglese (Monaco di Baviera, n. 1860 - Bath, † 1942)
- Walter Stuempfig, pittore statunitense (Germantown, n. 1914 - Ocean City, † 1970)
- Walter Valentini, pittore, scultore e incisore italiano (Pergola, n. 1928 - Milano, † 2022)
- Walter Vedrini, pittore, scrittore e poeta italiano (Sondrio, n. 1910 - Sondrio, † 2004)
- Walter Womacka, pittore tedesco (Horní Jiřetín, n. 1925 - Berlino, † 2010)

## Poeti(6)
- Walter Flex, poeta e romanziere tedesco (Eisenach, n. 1887 - Pöide, † 1917)
- Walter Galli, poeta e pittore italiano (Cesena, n. 1921 - † 2002)
- David Jones, poeta e pittore britannico (Brockley, n. 1895 - Harrow, † 1974)
- Walter Kennedy, poeta scozzese (n. 1455 - † 1508)
- Walter de la Mare, poeta e scrittore britannico (Charlton, n. 1873 - Twickenham, † 1956)
- Walt Whitman, poeta, scrittore e giornalista statunitense (West Hills, n. 1819 - Camden, † 1892)

## Polistrumentisti(1)
- Walter Maioli, polistrumentista e compositore italiano (Milano, n. 1950)

## Politologi(1)
- Walter Russell Mead, politologo, saggista e opinionista statunitense (Columbia, n. 1952)

## Poliziotti(1)
- Walter Frau, carabiniere italiano (Ossi, n. 1965 - Chilivani, † 1995)

## Presbiteri(3)
- Walter Ciszek, presbitero statunitense (Shenandoah, n. 1904 - The Bronx, † 1984)
- Walter Kern, presbitero e teologo austriaco (Haslach im Kinzigtal, n. 1922 - Innsbruck, † 2007)
- Walter Weston, presbitero e missionario inglese (Derby, n. 1860 - Kensington, † 1940)

## Produttori cinematografici(3)
- Walter Hamada, produttore cinematografico statunitense (Honolulu, n. 1968)
- Walter Mirisch, produttore cinematografico statunitense (New York City, n. 1921 - Los Angeles, † 2023)
- Walter Wanger, produttore cinematografico statunitense (San Francisco, n. 1894 - New York, † 1968)

## Produttori discografici(2)
- Walter Guertler, produttore discografico e imprenditore svizzero (Basilea, n. 1924 - Lugano, † 2004)
- Walter Werzowa, produttore discografico e compositore austriaco (Vienna, n. 1960)

## Progettisti(1)
- Walter Rethel, progettista, imprenditore e ingegnere aeronautico tedesco (Wesel, n. 1892 - † 1977)

## Psichiatri(1)
- Walter Ritter von Baeyer, psichiatra tedesco (Monaco di Baviera, n. 1904 - Heidelberg, † 1987)

## Psicoanalisti(1)
- Walter Charles Langer, psicoanalista statunitense (Boston, n. 1899 - Sarasota, † 1981)

## Psicologi(3)
- Walter Fornasa, psicologo e pedagogista italiano (Milano, n. 1951 - Bergamo, † 2013)
- Walter Kintsch, psicologo statunitense (Timișoara, n. 1932 - † 2023)
- Walter Mischel, psicologo austriaco (Vienna, n. 1930 - New York, † 2018)

## Pugili(3)
- Walter Facchinetti, ex pugile italiano (Arcisate, n. 1947)
- Tye Fields, pugile statunitense (Missoula, n. 1975)
- Walter McGowan, pugile britannico (Hamilton, n. 1942 - Airdrie, † 2016)

## Rapper(1)
- Killah Priest, rapper statunitense (n. 1970)

## Registi(14)
- Walt Becker, regista e attore statunitense (Hollywood, n. 1968)
- Walter Bernstein, regista e sceneggiatore statunitense (New York, n. 1919 - New York, † 2021)
- Walter Edwards, regista e attore statunitense (Michigan, n. 1870 - Honolulu, † 1920)
- Walter Grauman, regista e produttore televisivo statunitense (Milwaukee, n. 1922 - Los Angeles, † 2015)
- Walter Hill, regista e sceneggiatore statunitense (Long Beach, n. 1942)
- Walter Kapps, regista francese (Costantinopoli, n. 1907 - XIII arrondissement di Parigi, † 1975)
- Walter Hugo Khouri, regista, sceneggiatore e montatore brasiliano (San Paolo, n. 1929 - San Paolo, † 2003)
- Walter Kolm-Veltée, regista austriaco (Vienna, n. 1910 - Vienna, † 1999)
- Walter Lang, regista e sceneggiatore statunitense (Memphis, n. 1896 - Palm Springs, † 1972)
- Walter Lima Jr., regista e sceneggiatore brasiliano (Niterói, n. 1938)
- Walter Ruttmann, regista tedesco (Francoforte sul Meno, n. 1887 - Berlino, † 1941)
- Walter Salles, regista, sceneggiatore e produttore cinematografico brasiliano (Rio de Janeiro, n. 1956)
- Walter Summers, regista e sceneggiatore inglese (Barnstaple, n. 1896 - Londra, † 1973)
- Walter Wright, regista statunitense (Ohio, n. 1885 - Los Angeles, † 1958)

## Registi teatrali(3)
- Walter Bobbie, regista teatrale, librettista e attore statunitense (Scranton, n. 1945)
- Walter Le Moli, regista teatrale italiano (Palmi, n. 1947)
- Walter Pagliaro, regista teatrale italiano (Conversano, n. 1950)

## Religiosi(1)
- Walter J. Ong, religioso, antropologo e filosofo statunitense (Kansas City, n. 1912 - Saint Louis, † 2003)

## Rivoluzionari(1)
- Wat Tyler, rivoluzionario inglese (n. 1341 - Londra, † 1381)

## Rugbisti a 15(4)
- Walter Cristofoletto, ex rugbista a 15, allenatore di rugby a 15 e dirigente sportivo italiano (Treviso, n. 1964)
- Guy Easterby, ex rugbista a 15 e dirigente sportivo irlandese (Tadcaster, n. 1971)
- Walter Little, ex rugbista a 15, allenatore di rugby a 15 e imprenditore neozelandese (Tokoroa, n. 1969)
- Walter Pozzebon, ex rugbista a 15 e allenatore di rugby a 15 italiano (Treviso, n. 1979)

## Saggisti(3)
- W. Raymond Drake, saggista britannico (n. 1913 - † 1989)
- Walter Pater, saggista e critico letterario inglese (Shadwell, n. 1839 - Oxford, † 1894)
- Walter Pedullà, saggista, critico letterario e giornalista italiano (Siderno, n. 1930 - Roma, † 2024)

## Saltatori con gli sci(1)
- Walter Steiner, ex saltatore con gli sci svizzero (n. 1951)

## Sassofonisti(1)
- Walter Parazaider, sassofonista statunitense (Maywood, n. 1945)

## Scacchisti(3)
- Walter Arencibia, scacchista cubano (Holguín, n. 1967)
- Walter Browne, scacchista australiano (Sydney, n. 1949 - Las Vegas, † 2015)
- Walter Henneberger, scacchista svizzero (Ennenda, n. 1883 - Zurigo, † 1969)

## Sceneggiatori(5)
- Walter DeLeon, sceneggiatore statunitense (Oakland, n. 1884 - Los Angeles, † 1947)
- Walter George Dürst, sceneggiatore, autore televisivo e regista brasiliano (San Paolo, n. 1922 - San Paolo, † 1997)
- Walter Newman, sceneggiatore statunitense (New York, n. 1916 - Sherman Oaks, † 1993)
- Walter Reisch, sceneggiatore, regista e produttore cinematografico austriaco (Vienna, n. 1903 - Los Angeles, † 1983)
- W. D. Richter, sceneggiatore, regista e produttore cinematografico statunitense (New Britain, n. 1945)

## Scenografi(3)
- Walter Patriarca, scenografo, costumista e pittore italiano (Roma, n. 1935)
- Walter M. Scott, scenografo statunitense (Cleveland, n. 1906 - Los Angeles, † 1989)
- Walter H. Tyler, scenografo statunitense (Los Angeles, n. 1909 - Contea di Orange, † 1990)

## Schermidori(1)
- Walter Krause, ex schermidore statunitense

## Sciatori alpini(5)
- Walter Falk, sciatore alpino statunitense (Boise, n. 1946 - Boise, † 2008)
- Walter Gugele, ex sciatore alpino austriaco (n. 1963)
- Walter Schuster, sciatore alpino austriaco (Lermoos, n. 1929 - Lermoos, † 2018)
- Walter Tresch, ex sciatore alpino svizzero (Silenen, n. 1948)
- Walter Vesti, ex sciatore alpino svizzero (Davos, n. 1950)

## Sciatori freestyle(1)
- Walter Wallberg, sciatore freestyle svedese (Bollnäs, n. 2000)

## Scienziati(1)
- Walter Mantell, scienziato e politico neozelandese (Lewes, n. 1820 - Wellington, † 1895)

## Scrittori(34)
- Walter Abish, scrittore statunitense (Vienna, n. 1931 - Manhattan, † 2022)
- Walter Anderson, scrittore tedesco (Minsk, n. 1885 - Kiel, † 1962)
- Walter Astori, scrittore italiano (Roma, n. 1980)
- Walter Basso, scrittore italiano (Camposampiero, n. 1951)
- Walter Besant, scrittore inglese (Portsmouth, n. 1836 - Londra, † 1901)
- Walter van den Broeck, scrittore e drammaturgo belga (Olen, n. 1941 - Turnhout, † 2024)
- Walter Fochesato, scrittore e saggista italiano (Camogli, n. 1948)
- Walter Hasenclever, scrittore e drammaturgo tedesco (Aquisgrana, n. 1890 - Aix-en-Provence, † 1940)
- Walter Havighurst, scrittore, storico e critico letterario statunitense (Appleton, n. 1901 - Richmond, † 1994)
- Walter Hooper, scrittore e religioso statunitense (Reidsville, n. 1931 - † 2020)
- Walter Isaacson, scrittore, giornalista e biografo statunitense (New Orleans, n. 1952)
- Walter Jens, scrittore tedesco (Amburgo, n. 1923 - Tubinga, † 2013)
- Walter Kempowski, scrittore tedesco (Rostock, n. 1929 - Rotenburg, † 2007)
- Walter Kirn, scrittore statunitense (Akron, n. 1962)
- Wally Lamb, scrittore statunitense (Norwich, n. 1950)
- Walter Savage Landor, scrittore inglese (Warwick, n. 1775 - Firenze, † 1864)
- Walter Map, scrittore britannico (Galles)
- Walter Moers, scrittore, sceneggiatore e fumettista tedesco (Mönchengladbach, n. 1957)
- Walter von Molo, romanziere e drammaturgo austro-ungarico (Sternberg, n. 1880 - Murnau am Staffelsee, † 1958)
- Walter Mosley, scrittore statunitense (Los Angeles, n. 1952)
- Walter Pistarini, scrittore e saggista italiano (Albano Laziale, n. 1952)
- Walter Scott, scrittore e poeta britannico (Edimburgo, n. 1771 - Abbotsford House, † 1832)
- Walter Serner, scrittore e saggista boemo (Karlovy Vary, n. 1889 - Bikernieki, † 1942)
- Walter Shaw Sparrow, scrittore britannico (Wrexham, n. 1862 - Rodmell, † 1940)
- Walter Siegmeister, scrittore statunitense (n. 1901 - † 1965)
- Walter Siti, scrittore, critico letterario e saggista italiano (Modena, n. 1947)
- Walter Tevis, scrittore statunitense (San Francisco, n. 1928 - New York, † 1984)
- Walter J. Turner, scrittore australiano (South Melbourne, n. 1889 - Hammersmith, † 1946)
- Walter Van Tilburg Clark, scrittore e poeta statunitense (Orland, n. 1909 - Virginia City, † 1971)
- Rudolf Vrba, scrittore, docente e medico slovacco (Topoľčany, n. 1924 - Vancouver, † 2006)
- Walter Wager, romanziere, funzionario e giornalista statunitense (n. 1924 - New York, † 2004)
- Walter di Bibbesworth, scrittore inglese (n. 1219 - † 1270)
- Walter Roper Lawrence, scrittore inglese (Moreton, n. 1857 - † 1940)
- Walter Jon Williams, scrittore statunitense (Duluth, n. 1953)

## Scrittori di fantascienza(1)
- Walter M. Miller, autore di fantascienza statunitense (New Smyrna Beach, n. 1923 - Daytona Beach, † 1996)

## Scultori(2)
- Walter De Maria, scultore statunitense (Albany, n. 1935 - New York, † 2013)
- Walter Monich, scultore tedesco (Monaco di Baviera)

## Semiologi(1)
- Walter Mignolo, semiologo, filosofo e critico letterario argentino (Corral de Bustos, n. 1941)

## Showgirl e showman(1)
- Walter Hudson, showman e editore statunitense (Brooklyn, n. 1944 - Hempstead, † 1991)

## Sindacalisti(3)
- Walter Chielli, sindacalista e politico italiano (Magliano in Toscana, n. 1925 - Grosseto, † 1997)
- Walter Citrine, sindacalista e politico britannico (Liverpool, n. 1887 - Brixham, † 1983)
- Walter Reuther, sindacalista statunitense (Wheeling, n. 1907 - Pellston, † 1970)

## Slittinisti(4)
- Walter Außendorfer, slittinista italiano (Tires, n. 1939 - Tires, † 2019)
- Walter Brunner, ex slittinista italiano (Vipiteno, n. 1961)
- Walter Marx, ex slittinista slovacco (Poprad, n. 1978)
- Walter Plaikner, ex slittinista italiano (Chienes, n. 1951)

## Sollevatori(1)
- Walter Legel, sollevatore austriaco (Bruck an der Leitha, n. 1940 - Deutsch-Wagram, † 1999)

## Stilisti(1)
- Walter Van Beirendonck, stilista belga (Brecht, n. 1957)

## Storici(12)
- Walter Zwi Bacharach, storico tedesco (Hanau, n. 1928 - † 2014)
- Walter Barberis, storico e editore italiano (Torino, n. 1950)
- Walter Bower, storico scozzese (Haddington - † 1449)
- Walter Frank, storico tedesco (Fürth, n. 1905 - Braunschweig, † 1945)
- Walter Goetz, storico tedesco (Lipsia, n. 1867 - Adelholzen, † 1958)
- Walter Laqueur, storico e giornalista statunitense (Breslavia, n. 1921 - Washington, † 2018)
- Walter Maturi, storico e bibliotecario italiano (Napoli, n. 1902 - Roma, † 1961)
- Walter A. McDougall, storico statunitense (Washington, n. 1946)
- Walter Copland Perry, storico e avvocato britannico (Norwich, n. 1814 - Londra, † 1911)
- Walter Pohl, storico austriaco (Vienna, n. 1953)
- Walter Rauscher, storico austriaco (Vienna, n. 1962)
- Walter Rodney, storico e politico guyanese (Georgetown, n. 1942 - Georgetown, † 1980)

## Storici della letteratura(1)
- Walter Moretti, storico della letteratura italiano (Argenta, n. 1929 - Argenta, † 2008)

## Storici delle religioni(1)
- Walter Burkert, storico delle religioni e filologo classico tedesco (Neuendettelsau, n. 1931 - Zurigo, † 2015)

## Supercentenari(1)
- Walter Breuning, supercentenario statunitense (Melrose, n. 1896 - Great Falls, † 2011)

## Tenori(1)
- Walter Grant, tenore e attore italiano (Lucca, n. 1875 - Roma, † 1973)

## Teologi(3)
- Walter Bauer, teologo, lessicografo e grecista tedesco (Königsberg, n. 1877 - Gottinga, † 1960)
- Walter Nigg, teologo svizzero (Gersau, n. 1903 - Dänikon, † 1988)
- Walter Wink, teologo e biblista statunitense (Dallas, n. 1935 - Sandisfield, † 2012)

## Terroristi(1)
- Walter Alasia, terrorista italiano (Sesto San Giovanni, n. 1956 - Sesto San Giovanni, † 1976)

## Tiratori a segno(3)
- Walter Boninsegni, tiratore a segno italiano (Mestre, n. 1902 - Rimini, † 1991)
- Walter Lapeyre, tiratore a segno francese (Pau, n. 1976)
- Walter Winans, tiratore a segno e scultore statunitense (San Pietroburgo, n. 1852 - Parsioes Park, † 1920)

## Tiratori di fune(1)
- Walter Chaffe, tiratore di fune britannico (Dunsford, n. 1870 - Plaistow, † 1918)

## Triplisti(1)
- Walter Davis, triplista e lunghista statunitense (Lafayette, n. 1979)

## Trombettisti(1)
- Maynard Ferguson, trombettista e compositore canadese (Verdun, n. 1928 - Ventura, † 2006)

## Tuffatori(1)
- Walter Messa, ex tuffatore italiano (Milano, n. 1939)

## Umoristi(1)
- Walter Fontana, umorista, sceneggiatore e scrittore italiano (Abbiategrasso, n. 1957)

## Velocisti(5)
- Thane Baker, ex velocista statunitense (Elkhart, n. 1931)
- Walter Dix, ex velocista statunitense (Coral Springs, n. 1986)
- Walter Drumheller, velocista e mezzofondista statunitense (Sunbury, n. 1878 - Sunbury, † 1958)
- Walter Mahlendorf, ex velocista tedesco occidentale (Sarstedt, n. 1935)
- Walter Rangeley, velocista britannico (Salford, n. 1903 - Mold, † 1982)

## Vescovi cattolici(4)
- Walter William Curtis, vescovo cattolico statunitense (Jersey City, n. 1913 - Trumbull, † 1997)
- Walter Guillén Soto, vescovo cattolico honduregno (San Pedro Sula, n. 1961)
- Walter Philip Kellenberg, vescovo cattolico statunitense (New York, n. 1901 - Rockville Centre, † 1986)
- Walter Mixa, vescovo cattolico tedesco (Königshütte, n. 1941)

## Wrestler(2)
- Gunther, wrestler austriaco (Vienna, n. 1987)
- Waldo Von Erich, wrestler canadese (Toronto, n. 1933 - Kitchener, † 2009)

## Zoologi(1)
- Walter Frank Raphael Weldon, zoologo e statistico inglese (Londra, n. 1860 - Londra, † 1906)

## Senza attività specificata(12)
- Walter Ballmer, grafico svizzero (Liestal, n. 1923 - Milano, † 2011)
- Walter Bormolini, ex sciatore freestyle italiano (Tirano, n. 1986)
- Walter Esser, ex pentatleta tedesco (Thale, n. 1945)
- Walter Feichter, ex snowboarder italiano (Brunico, n. 1974)
- Walter Frescura, ex tiratore a segno italiano (Calalzo di Cadore, n. 1940)
- Walter von Nordeck
- Walter Osta, ex sciatore freestyle italiano (Pieve di Cadore, n. 1970)
- Walter Schnackenberg, grafico e illustratore tedesco (Bad Lauterberg im Harz, n. 1880 - Rosenheim, † 1961)
- Walter Stewart, scozzese († 1327)
- Walter Sutherland, scozzese (Skaw - Skaw, † 1850)
- Walter Süskind, tedesco (Lüdenscheid, n. 1906 - † 1945)
- Walter fitz Alan, scozzese (n. 1106 - † 1177)